# Nabben (naturreservat, Strömsunds kommun)
Nabben är ett naturreservat i Strömsunds kommun i Jämtlands län.
Området är naturskyddat sedan 2017 och är 30 hektar stort. Reservatet ligger på berget Nabbens sydvästsluttning och består av brandpräglad tallskog med mindre inslag av gran och björk.